# Pedaria antoinei
Pedaria antoinei là một loài bọ cánh cứng trong họ Bọ hung (Scarabaeidae).